# Az Ed epizódjainak listája
Ez a cikk az Ed című sorozat epizódjait listázza.

## Évados áttekintés
| Évad | Évad | Epizódok | Eredeti sugárzás     | Eredeti sugárzás  | Eredeti adó | Magyar sugárzás      | Magyar sugárzás      | Magyar adó |
| Évad | Évad | Epizódok | Évadpremier          | Évadfinálé        | Eredeti adó | Évadpremier          | Évadfinálé           | Magyar adó |
| ---- | ---- | -------- | -------------------- | ----------------- | ----------- | -------------------- | -------------------- | ---------- |
|      | 1    | 22       | 2000. október 8.     | 2001. május 23.   | NBC         | 2006. augusztus 14.  | 2006. szeptember 12. | TV2        |
|      | 2    | 22       | 2001. október 10.    | 2002. május 15.   | NBC         | 2006. szeptember 13. | 2006. október 12.    | TV2        |
|      | 3    | 22       | 2002. szeptember 25. | 2003. április 11. | NBC         | 2006. október 13.    | 2006. november 15.   | TV2        |
|      | 4    | 17       | 2003. szeptember 24. | 2004. február 6.  | NBC         | 2006. november 16.   | 2006. december 8.    | TV2        |

## 1. évad (2000-2001)
| Sor. | Év. | Cím                                                   | Rendező           | Író                                                          | Premier                                |
| ---- | --- | ----------------------------------------------------- | ----------------- | ------------------------------------------------------------ | -------------------------------------- |
| 1.   | 1.  | Újrakezdés (Pilot)                                    | James Frawley     | Jon Beckerman & Rob Burnett                                  | 2000. október 8. 2006. augusztus 14.   |
| 2.   | 2.  | Stan csodálatos világa (The World of Possibility)     | Marc Buckland     | Rob Burnett                                                  | 2000. október 15. 2006. augusztus 15.  |
| 3.   | 3.  | Barátok, és semmi más (Just Friends)                  | Marc Buckland     | Jon Beckerman                                                | 2000. október 22. 2006. augusztus 16.  |
| 4.   | 4.  | A repülő waffel (Pretty Girls And Waffles)            | Kevin Dowling     | Rob Burnett                                                  | 2000. október 29. 2006. augusztus 17.  |
| 5.   | 5.  | A régi, szép idők (Better Days)                       | Marc Buckland     | Rob Burnett & Jon Beckerman                                  | 2000. november 5. 2006. augusztus 18.  |
| 6.   | 6.  | A Kacsafesztivál (Home Is Where The Ducks Are)        | Bethany Rooney    | Jon Beckerman                                                | 2000. november 12. 2006. augusztus 21. |
| 7.   | 7.  | Hagyomány vagy haladás (Something Old, Something New) | Lawrence Trilling | Andrea Newman & Rob Burnett                                  | 2000. november 19. 2006. augusztus 22. |
| 8.   | 8.  | A színtiszta igazság (The Whole Truth)                | Peter Lauer       | Bob Brush & Jon Beckerman                                    | 2000. december 6. 2006. augusztus 23.  |
| 9.   | 9.  | Ilyenek voltunk (Your Life Is Now)                    | Marc Buckland     | Mike Schwartz & Rob Burnett & Jon Beckerman                  | 2000. december 20. 2006. augusztus 24. |
| 10.  | 10. | A vesztes csapat (Losing Streak)                      | Adam Bernstein    | Michele Fazekas & Tara Butters                               | 2001. január 10. 2006. augusztus 25.   |
| 11.  | 11. | Az ellentétek taszítják egymást (Opposites Distract)  | Tim Van Patten    | Jon Beckerman & Rob Burnett                                  | 2001. január 17. 2006. augusztus 28.   |
| 12.  | 12. | A hal hálójában (Hook, Line and Sinker)               | Arlene Sanford    | Jon Beckerman & Rob Burnett                                  | 2001. január 24. 2006. augusztus 29.   |
| 13.  | 13. | A zenedoboz (The Music Box)                           | Marc Buckland     | Jon Beckerman & Rob Burnett                                  | 2001. február 7. 2006. augusztus 30.   |
| 14.  | 14. | Valentin-nap (Valentine's Day)                        | Alan Myerson      | Randy Cohen & Rob Burnett & Jon Beckerman                    | 2001. február 14. 2006. augusztus 31.  |
| 15.  | 15. | Szerzői jog (Loyalties)                               | Rick Wallace      | Jon Beckerman & Rob Burnett                                  | 2001. február 20. 2006. szeptember 1.  |
| 16.  | 16. | Élj tudatosan (Live Deliberately)                     | Adam Bernstein    | Jon Beckerman & Rob Burnett                                  | 2001. február 28. 2006. szeptember 4.  |
| 17.  | 17. | A kivételek (Exceptions)                              | Kevin Dowling     | Michele Fazekas & Tara Butters & Jon Beckerman & Rob Burnett | 2001. március 28. 2006. szeptember 5.  |
| 18.  | 18. | A próbatétel (The Test)                               | Tim Van Patten    | Rob Burnett & Jon Beckerman                                  | 2001. április 4. 2006. szeptember 6.   |
| 19.  | 19. | A megfelelő alkalom (Windows of Opportunity)          | Bob Berlinger     | Will McRobb & Chris Viscardi & Rob Burnett & Jon Beckerman   | 2001. május 2. 2006. szeptember 7.     |
| 20.  | 20. | Haladó hagyomány (Mind over Matter)                   | Marc Buckland     | Jon Beckerman & Rob Burnett                                  | 2001. május 9. 2006. szeptember 8.     |
| 21.  | 21. | Kevert jelek (Mixed Signals)                          | Alan Myerson      | Jon Beckerman & Rob Burnett                                  | 2001. május 16. 2006. szeptember 11.   |
| 22.  | 22. | A bál (Prom Night)                                    | Marc Buckland     | Jon Beckerman & Rob Burnett                                  | 2001. május 23. 2006. szeptember 12.   |

## 2. évad (2001-2002)
| Sor. | Év. | Cím                                                      | Rendező          | Író                                                           | Premier                                 |
| ---- | --- | -------------------------------------------------------- | ---------------- | ------------------------------------------------------------- | --------------------------------------- |
| 23.  | 1.  | A sztárok sorban állnak (The Stars Align)                | Kevin Dowling    | Jon Beckerman & Rob Burnett                                   | 2001. október 10. 2006. szeptember 13.  |
| 24.  | 2.  | Választások (Changes)                                    | Tim Van Patten   | Jon Beckerman & Rob Burnett                                   | 2001. október 17. 2006. szeptember 14.  |
| 25.  | 3.  | A jól végzett munka… (A Job Well Done)                   | Rob Thompson     | Jonathan Groff                                                | 2001. október 24. 2006. szeptember 15.  |
| 26.  | 4.  | Tiszta dili (Crazy Time)                                 | Kevin Dowling    | Rob Burnett & Jon Beckerman                                   | 2001. október 31. 2006. szeptember 18.  |
| 27.  | 5.  | Lezárás (Closure)                                        | Melanie Mayron   | Tom Spezialy                                                  | 2001. november 7. 2006. szeptember 19.  |
| 28.  | 6.  | Lecserélve (Replacements)                                | Timothy Busfield | Rob Burnett & Jon Beckerman                                   | 2001. november 14. 2006. szeptember 20. |
| 29.  | 7.  | Az új világ (The New World)                              | Sandy Smolan     | Chris Dingess                                                 | 2001. november 21. 2006. szeptember 21. |
| 30.  | 8.  | Viszlát, Sadie (Goodbye Sadie)                           | Mel Damski       | Rob Burnett & Jon Beckerman                                   | 2001. december 5. 2006. szeptember 22.  |
| 31.  | 9.  | A jótékonysági bál (Charity Cases)                       | Adam Bernstein   | Kevin Murphy                                                  | 2001. december 12. 2006. szeptember 25. |
| 32.  | 10. | Kisvárosi srácok (Small Town Guys)                       | Kevin Dowling    | Történet: Yahlin Chang Tévéjáték: Jon Beckerman & Rob Burnett | 2002. január 9. 2006. szeptember 26.    |
| 33.  | 11. | A szabadság két napja (Two Days of Freedom)              | Arlene Sanford   | Jon Beckerman & Rob Burnett                                   | 2002. január 16. 2006. szeptember 27.   |
| 34.  | 12. | Végek és jelentésük (Ends and Means)                     | Kevin Dowling    | Tom Spezialy & Kevin Murphy                                   | 2002. január 30. 2006. szeptember 28.   |
| 35.  | 13. | Ifjúsági banditák (Youth Bandits)                        | Juan Campanella  | Rob Burnett & Jon Beckerman                                   | 2002. február 6. 2006. szeptember 29.   |
| 36.  | 14. | Amit ma megtehetsz… (Things To Do Today)                 | James Frawley    | Jon Beckerman & Rob Burnett                                   | 2002. február 27. 2006. október 2.      |
| 37.  | 15. | A rendes fickók végső befejezése (Nice Guys Finish Last) | Arvin Brown      | Kevin Etten & Jacob Lentz                                     | 2002. március 6. 2006. október 3.       |
| 38.  | 16. | Az igazság kereke (Wheel of Justice)                     | Mel Damski       | Jon Beckerman & Rob Burnett                                   | 2002. március 27. 2006. október 4.      |
| 39.  | 17. | Lloyd (Lloyd)                                            | Timothy Busfield | Jon Beckerman & Rob Burnett                                   | 2002. április 3. 2006. október 5.       |
| 40.  | 18. | Bizalom (Trust)                                          | Guy Ferland      | Yahlin Chang                                                  | 2002. április 10. 2006. október 6.      |
| 41.  | 19. | A lövés (The Shot)                                       | Gloria Muzio     | Jon Beckerman & Rob Burnett                                   | 2002. április 24. 2006. október 9.      |
| 42.  | 20. | A személyiség ereje (Power of the Person)                | Timothy Busfield | Jon Beckerman & Rob Burnett                                   | 2002. május 1. 2006. október 10.        |
| 43.  | 21. | Emlékút (Memory Lane)                                    | Rob Thompson     | Jon Beckerman & Rob Burnett                                   | 2002. május 8. 2006. október 11.        |
| 44.  | 22. | Utolsó lehetőség (Last Chance)                           | Timothy Busfield | Jon Beckerman & Rob Burnett                                   | 2002. május 15. 2006. október 12.       |

## 3. évad (2002-2003)
| Sor. | Év. | Cím                                         | Rendező             | Író                         | Premier                                |
| ---- | --- | ------------------------------------------- | ------------------- | --------------------------- | -------------------------------------- |
| 45.  | 1.  | Emberi természet (Human Nature)             | Timothy Busfield    | Jon Beckerman & Rob Burnett | 2002. szeptember 25. 2006. október 13. |
| 46.  | 2.  | Ms. Stuckeyville (Ms. Stuckeyville)         | Don Scardino        | Jon Beckerman & Rob Burnett | 2002. október 2. 2006. október 16.     |
| 47.  | 3.  | Az út (The Road)                            | Jamie Babbit        | Drake Sather                | 2002. október 9. 2006. október 17.     |
| 48.  | 4.  | Charlotte és Wilbur (Charlotte and Wilbur)  | Oz Scott            | David Richardson            | 2002. október 16. 2006. október 18.    |
| 49.  | 5.  | A válás (The Divorce)                       | Timothy Busfield    | Jon Beckerman & Rob Burnett | 2002. október 30. 2006. október 19.    |
| 50.  | 6.  | Győzzön a legjobb! (May the Best Man Win)   | Gloria Muzio        | Chris Dingess               | 2002. november 6. 2006. október 20.    |
| 51.  | 7.  | Az esküvő (The Wedding)                     | Vincent Misiano     | Rob Burnett & Jon Beckerman | 2002. november 13. 2006. október 24.   |
| 52.  | 8.  | Csapda (Trapped)                            | Kevin Sullivan      | Jon Beckerman & Rob Burnett | 2002. november 20. 2006. október 25.   |
| 53.  | 9.  | Átalakítások (Makeovers)                    | Don Scardino        | Jon Beckerman & Rob Burnett | 2002. december 11. 2006. október 26.   |
| 54.  | 10. | Szomszédok (Neighbors)                      | Tim Van Patten      | Kevin Etten                 | 2002. december 18. 2006. október 27.   |
| 55.  | 11. | Frankie (Frankie)                           | Timothy Busfield    | Jessica Queller             | 2003. január 8. 2006. október 30.      |
| 56.  | 12. | Partnerek (Partners)                        | Adam Bernstein      | Drake Sather                | 2003. január 15. 2006. október 31.     |
| 57.  | 13. | Hiénák és vadállatok (Hyenas & Wildebeests) | Rick Stevenson      | Chris Dingess               | 2003. január 22. 2006. november 2.     |
| 58.  | 14. | Az ügy (The Case)                           | Allison Liddi-Brown | Kevin Etten                 | 2003. február 5. 2006. november 3.     |
| 59.  | 15. | Csippanás (Blips)                           | Rob Burnett         | Jon Beckerman & Rob Burnett | 2003. február 12. 2006. november 6.    |
| 60.  | 16. | Jótanács (Good Advice)                      | Tom Cavanagh        | Jessica Queller             | 2003. február 19. 2006. november 7.    |
| 61.  | 17. | Tisztaság kapitány (Captain Lucidity)       | Babu Subramaniam    | Jon Beckerman & Rob Burnett | 2003. február 26. 2006. november 8.    |
| 62.  | 18. | Üzlet, mint általában (Business as Usual)   | Timothy Busfield    | Aaron Ehasz                 | 2003. március 5. 2006. november 9.     |
| 63.  | 19. | Bébiszitter (Baby Sitting)                  | Allison Liddi-Brown | Dan Schofield               | 2003. március 12. 2006. november 10.   |
| 64.  | 20. | Második esélyek (Second Chances)            | Tim Van Patten      | Jon Beckerman & Rob Burnett | 2003. március 28. 2006. november 13.   |
| 65.  | 21. | A film (The Movie)                          | Timothy Busfield    | Rob Burnett & Jon Beckerman | 2003. április 4. 2006. november 14.    |
| 66.  | 22. | A döntés (The Decision)                     | Rob Burnett         | Jon Beckerman & Rob Burnett | 2003. április 11. 2006. november 15.   |

## 4. évad (2003-2004)
| Sor. | Év. | Cím                                                         | Rendező             | Író                                   | Premier                                 |
| ---- | --- | ----------------------------------------------------------- | ------------------- | ------------------------------------- | --------------------------------------- |
| 67.  | 1.  | Új iskola (New School)                                      | Don Scardino        | Jon Beckerman & Rob Burnett           | 2003. szeptember 24. 2006. november 16. |
| 68.  | 2.  | Az új kocsi illata (New Car Smell)                          | Rob Burnett         | Rob Burnett & Jon Beckerman           | 2003. október 1. 2006. november 17.     |
| 69.  | 3.  | Az álom (The Dream)                                         | Tom Cavanagh        | Kenny Lenhart & John J. Sakmar        | 2003. október 8. 2006. november 20.     |
| 70.  | 4.  | Történelemórák (History Lessons)                            | Alan Myerson        | Andrew Dettmann                       | 2003. október 15. 2006. november 21.    |
| 71.  | 5.  | Halál, Adósság, Randi (Death, Debt, Dating)                 | Stephen Williams    | Constance M. Burge                    | 2003. október 22. 2006. november 22.    |
| 72.  | 6.  | Az ajánlat (The Offer)                                      | Allison Liddi-Brown | Chris Dingess                         | 2003. október 29. 2006. november 23.    |
| 73.  | 7.  | Viszlát, Stuckeyville! (Goodbye Stuckeyville)               | Don Scardino        | Barb Makintosh                        | 2003. november 5. 2006. november 24.    |
| 74.  | 8.  | Terápia (Therapy)                                           | Jon Beckerman       | Rob Burnett & Jon Beckerman           | 2003. november 12. 2006. november 27.   |
| 75.  | 9.  | A javaslat (The Proposal)                                   | Don Scardino        | John J. Sakmar & Kenny Lenhart        | 2003. november 19. 2006. november 28.   |
| 76.  | 10. | Csak formalitás (Just a Formality)                          | Sarah Pia Anderson  | Kevin Etten                           | 2003. december 10. 2006. november 29.   |
| 77.  | 11. | Otthon karácsonyra (Home For Christmas)                     | Tim Matheson        | Andrew Deetman                        | 2003. december 17. 2006. november 30.   |
| 78.  | 12. | A folyamat (The Process)                                    | Tom Cavanagh        | Constance M. Burge                    | 2004. január 7. 2006. december 1.       |
| 79.  | 13. | Vissza a nyeregbe (Back in the Saddle)                      | Jason Ensler        | Kevin Etten & Chris Dingess           | 2004. január 9. 2006. december 4.       |
| 80.  | 14. | Rejtett közeg (Hidden Agendas)                              | Allison Liddi-Brown | Kenny Lenhart & John J. Sakmar        | 2004. január 16. 2006. december 5.      |
| 81.  | 15. | Nyomáspont (Pressure Points)                                | Michael Slovis      | Barb Makintosh & Lisa Michelle Payton | 2004. január 23. 2006. december 6.      |
| 82.  | 16. | Minden jót! (Best Wishes)                                   | Marc Buckland       | Constance M. Burge & Andrew Dettmann  | 2004. január 30. 2006. december 7.      |
| 83.  | 17. | …és boldogan éltek, míg meg nem haltak (Happily Ever After) | Rob Burnett         | Rob Burnett & Jon Beckerman           | 2004. február 6. 2006. december 8.      |